# Connection (canción de Elastica)
«Connection» (en español: «Conexión») es una canción lanzada por el grupo de Britpop Elastica en 1994 como sencillo y en 1995 como versión para álbum de estudio. También es el tema central de la estación de televisión del Reino Unido Trigger Happy TV.
La canción fue objeto de controversia, debido a su similitud evidente con el trabajo de otra banda; en efecto, parte de la introducción con sintetizadores (más tarde también se repite en las guitarras) tiene similitudes con "Three Girl Rhumba" de Wire (el juicio resultó en un acuerdo extrajudicial, aunque Wire no recibió ninguna compensación).
Esta es una de las canciones más conocidas de la banda en el mundo.

## Video
Existen 2 versiones para este sencillo.
- Versión 1: la banda tocando dentro de una habitación con animaciones de cartón.
- Versión 2: la banda toca en dos ambientes distintos.

## Canciones

### 7"
1. «Connection»
2. «See That Animal»

### Sencillo en CD y 12"
1. «Connection»
2. «See That Animal»
3. «Blue» - Donna's 4-track demo
4. «Spastica»

- Sencillo en CD, 12" y 7" lanzados el 10 de octubre de 1994.[2]

### Sencillo en CD mundial
1. «Connection»
2. «Rockunroll»
3. «Annie»
4. «See That Animal»

- Sencillo en CD lanzados el 24 de octubre de 1994.[2]

### Sencillo en CD americano
1. «Connection»
2. «Gloria»

- Sencillo en CD lanzados el 21 de marzo de 1995.[2]

## Posicionamiento en listas
| Listas (1994-95)                                | Posición |
| ----------------------------------------------- | -------- |
| UK Singles Chart                                | 17       |
| Estados Unidos Billboard Hot 100                | 53       |
| Estados Unidos Billboard Mainstream Rock Tracks | 40       |
| Estados Unidos Billboard Modern Rock Tracks     | 2        |